# Amel-Marduk
Amel-Marduk, was de zoon van Nebukadnezar II en was van 562 tot 560 v.Chr. koning van Babylonië. Amel-Marduk werd vermoord en opgevolgd door zijn zwager Neriglissar.
In de Hebreeuwse Bijbel wordt Amel-Marduk Ewil-Merodach genoemd. Volgens 2 Koningen 25:27–30 liet hij ter gelegenheid van zijn troonsbestijging Jojachin vrij, de afgezette koning van het koninkrijk Juda. Amel-Marduk gaf hem na zevenendertig jaar gevangenschap voorrechten boven andere koningen die aan het hof in Babylonische ballingschap leefden.